# Chiesa di Sant'Agata nel Carmine
La chiesa di Sant'Agata nel Carmine o Sant'Agata del Carmine è un luogo di culto cattolico posto nella parte alta della città di Bergamo, con la facciata principale rivolta sulla via Bartolomeo Colleoni, nel tratto che da piazza Vecchia porta alla Cittadella viscontea. La chiesa di Santa Agata venne sconsacrata durante l'occupazione napoleonica del 1797, scomunica che venne poi annullata nel 1799 con un decreto che la innalzava a parrocchiale con la nuova intitolazione: chiesa del Carmine, in onore dei padri carmelitani del convento adiacente soppresso e adibito a carcere, e con la chiusura della piccola chiesa di Santa Maria Annunciata, diventando quella che è la chiesa di Sant'Agata nel Carmine.

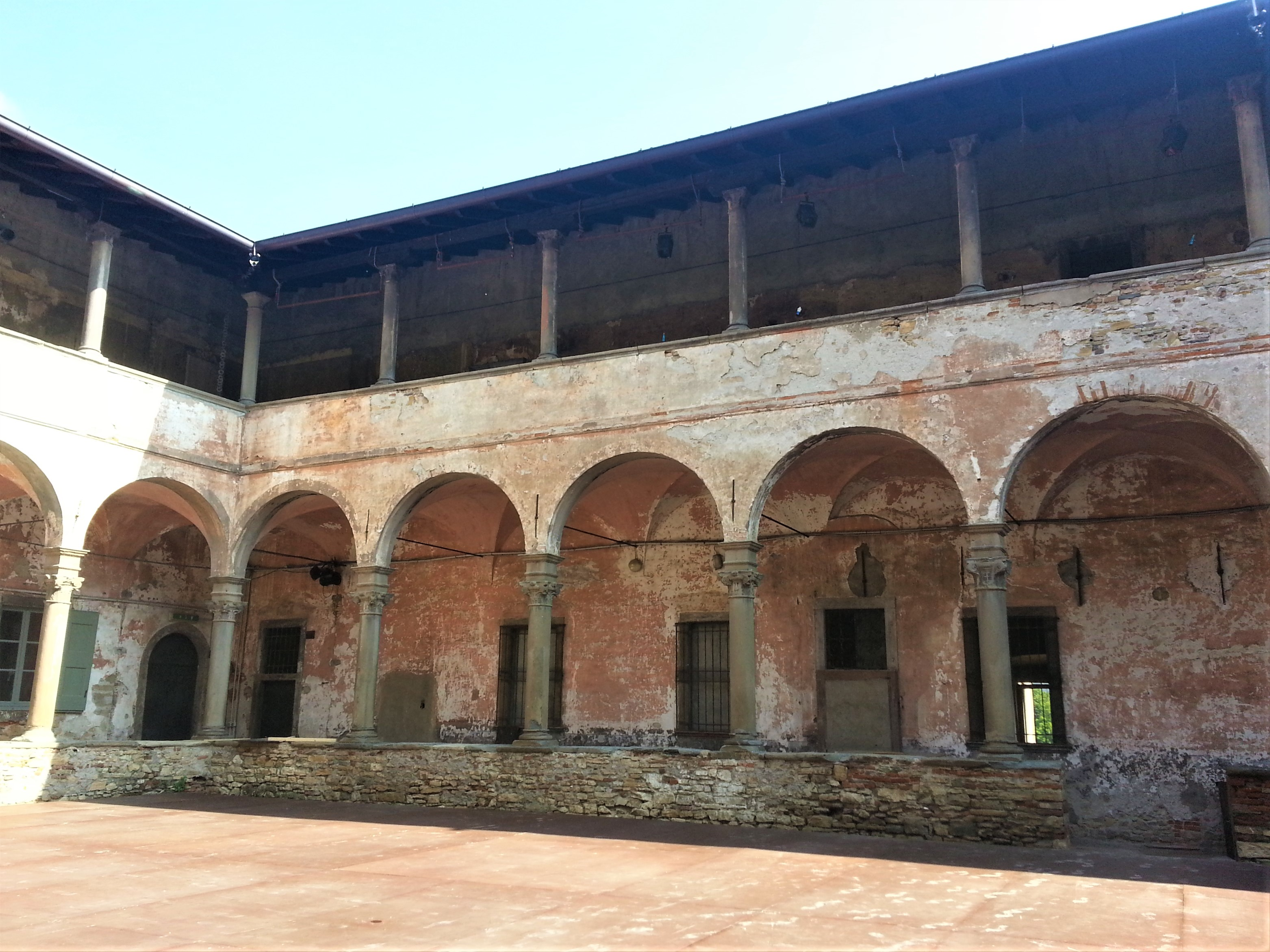
Chiostro della chiesa di Sant'Agata

## Storia
Nella raccolta delle pergamene archivio Capitolare di Bergamo, vi è il documento che cita una chiesa dedicata alla santa risalente al 908, trovandole poi rinominata nell'elenco del sinodo cittadino del 1304 convocato dal vescovo Giovanni da Scanzo presbiter Paxinus Sancte Agathe.
La chiesa fu ricostruita nel 1357 dagli umiliati passando poi all'ordine dei carmelitani. Nel 1450 venne ampliata e consacrata per la prima volta nel 1453 dal vescovo Giovanni Barozzi, come testimoniano gli affreschi riaffiorati nell'abside centrale sulla sinistra che daterebbero nella metà del XV secolo. Fu poi nuovamente completata e consacrata nel 1489 dal vescovo Lorenzo Gabriel.
La famiglie di Bergamo, e le confraternite costruirono e ornarono le differenti cappelle che sono di importanti dimensioni. Nel 1627 venne ampliato il presbiterio spostando l'organo sul fondo della struttura poligonale sostenuta da due colonne ioniche. Nel 1851, un lascito privato, permise un nuovo rinnovamento degli interni in stile barocco, con pitture a finto marmo e nuovi arredi damascati.
Negli anni dal 1719 al 1730 venne compiuto un nuovo grande ampliamento, a opera dell'architetto Giovan Battista Caniana con la realizzazione della volta e il rafforzamento dei piloni di sostegno, questo portò all'acquisto anche di proprietà private laterali alla chiesa, che demolite, permisero la costruzione e la riorganizzazione delle cappelle laterali di importanti dimensioni.
Vennero eseguiti lavori di mantenimento e consolidamento negli anni, compresa la nuova pavimentazione, sia interna alla chiesa che sul sagrato, con la realizzazione della facciata nel 1883 su disegno di Alessandro Fiorani.
Nel 2012 la chiesa a causa di infiltrazioni d'acqua si trovava in un grave stato di degrado, vennero iniziati lavori di manutenzione e restauro perché le infiltrazioni avevano gravemente danneggiato la volta centrale e le pale d'altare. Il restauro venne diviso in tre distinti lotti, nel primo si sono abbattute le barriere architettoniche con l'installazione di una piattaforma mobile, il secondo lotto ha realizzato lavori di manutenzione della copertura e il restauro della Cappella del Sacro Cuore di Gesù, il terzo lotto ha ristrutturato la facciata principale e le pareti laterali.

## Descrizione

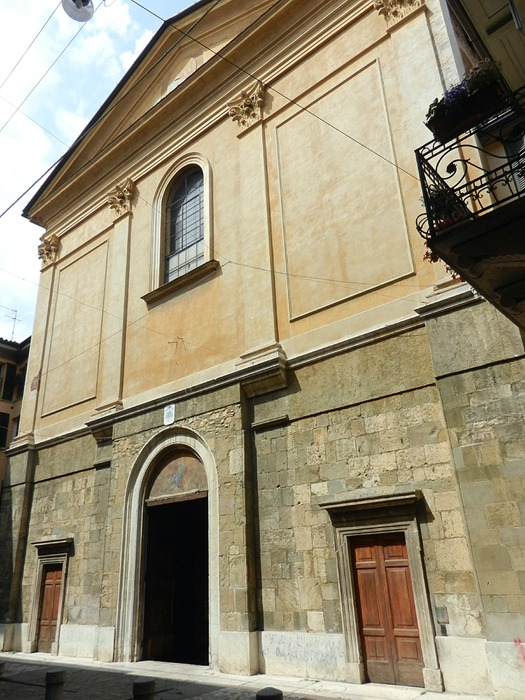
Facciata della chiesa di Sant'Agata nel Carmine

### Esterno
L'edificio di culto è posto a livello inferiore rispetto l'assetto stradale.
La facciata della chiesa è preceduta a sud da un sagrato delimitato da pilastrini in granito, ed è di fattura molto semplice. Il livello inferiore in pietra arenaria definita con un cornicione, per proseguire in pietra di Zandobbio. Il secondo livello suddiviso da quattro lesene con capitelli corinzi dove poggia il timpano triangolare, con una grande finestra centrale. La facciata presenta tre ingressi, uno centrale con arco in pietra e lunetta, e due minori laterali con contorni sempre in pietra di Zandobbio accessibili da quattro gradini che portano all'interno della chiesa che si presenta a un'unica navata con cinque grandi finestre laterali con relative strombature di raccordo alla volta, che ne danno luminosità.

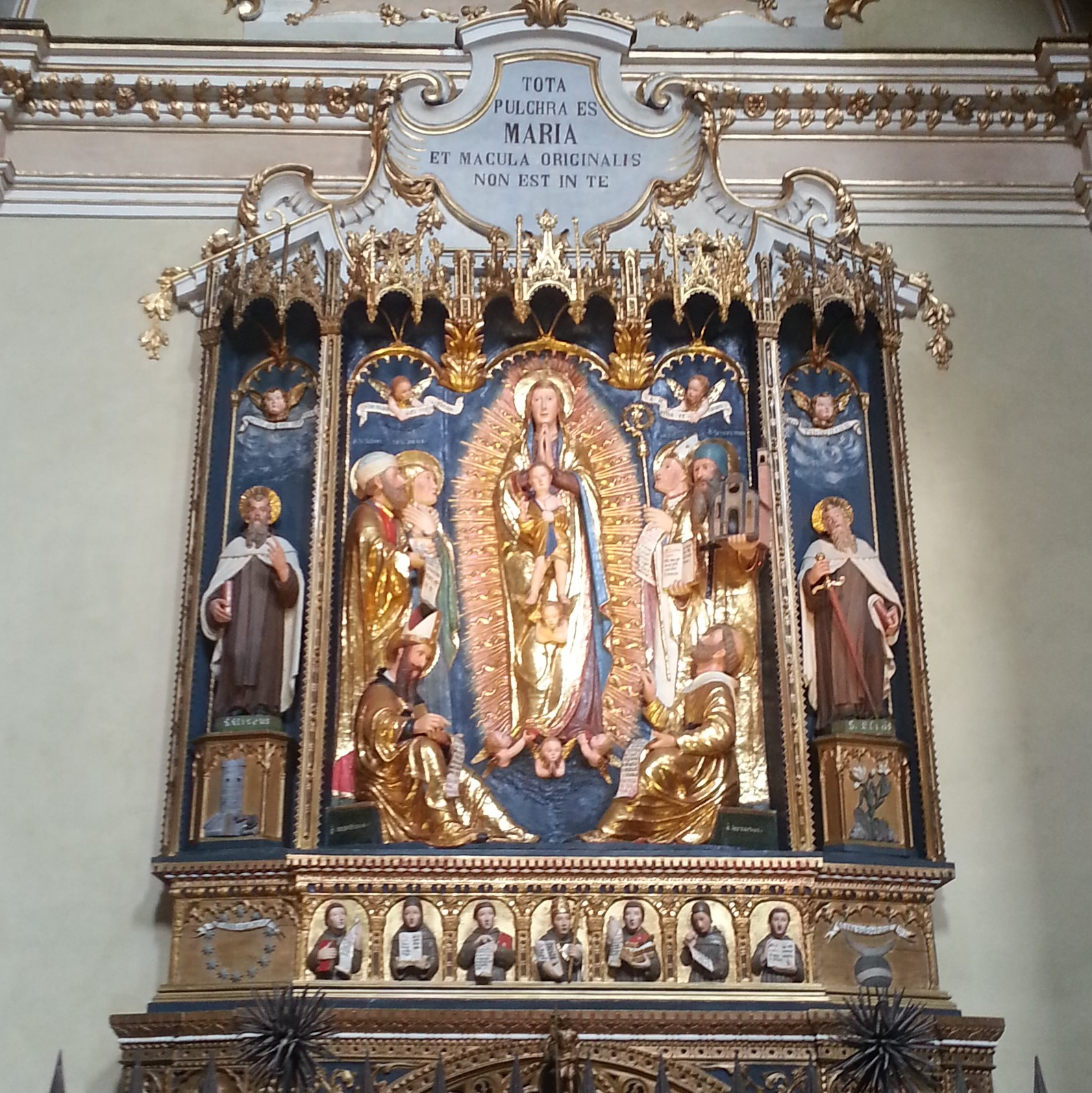
Ancona dell'Immacolata in Sant'Agata nel Carmine

### Interno
L'interno a unica navata, ha cinque cappelle per lato. Nella prima di sinistra vi è oltre una cancellata l'ancona dell'Immacolata opera di Jacopino Scipioni, proveniente dal convento di San Francesco.
Le cappelle laterali contengono pale e pitture dei miglior artisti bergamaschi del XVI e XVII secolo: la presenza del Salmeggia con la pala denominata Martirio di sant'Agata e quella della Madonna col Bambino e santi Simone Stock, Caterina da Siena e Gregorio Magno e un'opera della figlia Chiara Salmeggia. Dello Zucco la pala Santa Maria con due angioli datata 1625, e del Previtali. La cappella più importante è quella detta Cappella Juvarra dal nome dell'architetto che l'ha progettata. I medaglioni della volta sono opera di Vincenzo Angelo Orelli mentre i dipinti sono di Giuseppe Brina, e la pittura sopra la porta è la sola rimasta di Giuseppe Assonica, e una Natività della Vergine opera di Pietro Ronzelli.

### Chiostro e il convento carmelitano
Il chiostro, che era chiamato claustro venne costruito nel XIV secolo con il rifacimento della chiesa quattrocentesca, completo delle celle e la sala capitolare, anche se vi sono tracce nei capitelli del primo piano di un chiostro di fattura precedente. Fece poi parte del convento dei padri teatini risalente al 1608, che fu soppresso nel 1797 chiudendo anche la piccola chiesa di Santa Maria Annunciata. Nel XIX secolo venne modificato e adibito a carcere su progetto del 1802 di Leopoldo Pollack. I vari progetti permettono di ricostruire come fosse la struttura conventuale settecentesca. Bergamo durante l'occupazione napoleonica aveva trasformato quelli che erano complessi claustrali in luoghi di detenzione, tanto da possedere il triste primato del maggior numero di detenuti.
Il chiostro presenta la particolarità di avere il piedritto di altezza maggiore del capitello dando all'insieme maggior slancio, caratteristica presente nell'opera di Brunelleschi e nella canonica di Sant'Ambrogio, questo a indicare la conoscenza del progettista delle opere di Milano, questo porterebbe a pensare che potrebbe essere un progetto giovanile dell'Isabello.
Il carcere di Sant'Agata venne chiuso nel 1977 come conseguenza di una denuncia degli avvocati del 1950 che lo ritenevano indegno per la città di Bergamo.
Il fabbricato si compone di tre ali posizionate a C, ma non identiche. Il lato a nord ha una profondità di 14 m. ed è alto quattro piani, quello a est tre piani, mentre il lato a sud è profondo 21 m. comprendendo la chiesa ed è alto tre piani.
Il chiostro si affaccia sul cortine interno al piano terra, in ordine tuscanico a pilastrini alternato da archi con sovrastanti architravi e cornici, lesene ioniche su base in pietra arenaria, la conformazione dei pilastrini e dei capitelli, daterebbero questa parte nella fine del XVI secolo e i primi del successivo, sicuramente l'anonimo autore del chiostro aveva seguito i lavori di architettura della Cappella Colleoni.
Ma tutto lo stabile è composto da materiali diversi, con parti a vista e altre intonacate in stato di abbandono.
L'interno conserva ancora affreschi secenteschi, e i locali vengono adibiti a mostre e a visite guidate, mentre quella che era la chiesa di Santa Maria Annunciata è stata trasformata a locale pubblico. In un restauro del 2008 vennero alla luce affreschi attribuiti a Giulio Quaglio il Giovane e a Salvatore Bianchi.
Tutto il complesso si trova in una importante e delicata zona archeologica, sono presenti infatti elementi architettonici di epoca romana, e resti delle mura medioevali lungo il lato rivolto sulla via del Vagine, ed è sottoposto a tutela con decreto del 7 dicembre 1910.